# Lista de fundações partidárias do Brasil
Esta é a lista de fundações partidárias do Brasil. Elas são organizações ligadas aos partidos políticos no Brasil e a elas cabem o fomento à educação política, bem como a formulação e discussão de projetos políticos, conforme as diretrizes e princípios ideológicos do partido político. No país, por obrigação legal, os partidos devem criar e manter essas organizações de pesquisa e formação com rapasse mínimo de 20% dos recursos recebidos do Fundo Partidário.
Desde 2005, ela deve ser única nacionalmente e pertencer à categoria de pessoa jurídica de fundação — uma vez que não há a categoria de "instituto" no Código Civil brasileiro. As fundações são questionadas pela sua efetividade na formação política, pelo uso do dinheiro público sem muita fiscalização e por ser acusada de servir de "cabide de empregos" para candidatos derrotados nos pleitos eleitorais.
Essa lista trata apenas de fundações dos partidos registrados que estão em atividade no Brasil, por tanto não trata de outros que estão em formação ou extintos.
| Partido político | Fundação partidária                                                                 |
| ---------------- | ----------------------------------------------------------------------------------- |
| PODE             | Fundação Podemos                                                                    |
| PCB              | Fundação Dinarco Reis                                                               |
| PCdoB            | Fundação Maurício Grabois                                                           |
| PDT              | Fundação Leonel Brizola-Alberto Pasqualini (FLB-AP)                                 |
| PATRIOTA         | Fundação Ecológica Nacional                                                         |
| MDB              | Fundação Ulysses Guimarães                                                          |
| PMN              | Fundação Juscelino Kubitschek                                                       |
| PP               | Fundação Milton Campos                                                              |
| CIDADANIA        | Fundação Astrojildo Pereira (FAP)                                                   |
| PL               | Fundação Álvaro Valle                                                               |
| Republicanos     | Fundação Republicana Brasileira                                                     |
| PRTB             | Instituto Jânio Quadros                                                             |
| PSB              | Fundação João Mangabeira                                                            |
| PSC              | Fundação Instituto Pedro Aleixo                                                     |
| PSD              | Espaço Democrático                                                                  |
| PSDB             | Instituto Teotônio Vilela (ITV)                                                     |
| PCO              | Fundação João Jorge Costa Pimenta                                                   |
| DC               | Instituto Democrata Cristão de Formação Política                                    |
| PSOL             | Fundação Lauro Campos e Marielle Franco (FLCMF)                                     |
| PSTU             | Instituto José Luiz e Rosa Sundermman                                               |
| PT               | Fundação Perseu Abramo (FPA) Extinto: Fundação Wilson Pinheiro                      |
| PTB              | Fundação Instituto Getúlio Vargas                                                   |
| AGIR             | Instituto de Estudos Políticos São Paulo                                            |
| PV               | Fundação Verde Herbert Daniel (FVHD)                                                |
| UNIÃO            | Instituto de Inovação e Governança (INDIGO) Extinto: Instituto Milton de Lyra Bivar |
| REDE             | Fundação Rede Brasil Sustentável                                                    |
| SOLIDARIEDADE    | Fundação 1º de Maio                                                                 |
| NOVO             | Instituto Libertas                                                                  |